# Garazi Arrula Ruiz
Garazi Arrula Ruiz (Tafalla, 1987) és una traductora, editora i escriptora basca.

## Trajectòria
És llicenciada en Magisteri i en Traducció i Interpretació. Va presentar la seva tesi doctoral l'any 2018: Autoitzulpenaren teoria eta praktika Euskal Herrian. Actualment treballa, a l'Editorial Txalaparta.
Ha traduït diverses obres al basc, i ha publicat els llibres Bidean i Gu orduko hauek. També ha escrit columnes al diari Berria.

## Obra publicada

### Relats
- Gu orduko hauek (2017, Txalaparta, ISBN 9788417065171)

### Literatura infantil i juvenil
- Bidean (2018, ISBN 9788416791828). Il·lustració: Helena Azkarragaurizar.

### Traduccions

#### Narrativa
- Amélie Nothomb: Hodien metafisika (2017, Igela, ISBN 9788494620713).
- Francis Scott Fitzgerald: Plazeraren gau ilunekoak (2014, Elkar, ISBN 9788490272343). Traduït amb Iñigo Roquerekin.
- Anaïs Nin: Venusen delta (2013, Txalaparta, ISBN 9788415313465).

#### Poesia
- Idea Vilariño: Poesia kaiera (2019, Susa, ISBN 9788417051280).

#### Assaig
- Walter Benjamin: Literatura oharrak (2015, Sans Soleil, ISBN 9788494448416). Traduït amb Maialen Berasategi, Gaizko Urturi Aldama i Mikel Igartuarekin.

#### Literatura infantil i juvenil
- David Barrow: Ikusi duzu Elefante? (2020, Txalaparta, Txo! bilduma, ISBN 9788418252136).
- Oliver Jeffers: Hona gu hemen: Lur planetan bizitzeko oharrak (2020, Txalaparta, Txo! bilduma, ISBN 9788417065911).
- Tim Bowley: Jakes eta Herio (2019, Txalaparta; OQO, ISBN 9788417065706).
- Ruby Ann Phillips: Handia eta boteretsua (2015, Desclée de Brouwer, ISBN 9788433028150).
- Ruby Ann Phillips: Ametsetako urtebetetzea (2015, Desclée de Brouwer, ISBN 9788433028143).
- Linda Chapman i Lee Weatherly: Iratxoen erregea (2014, Desclée de Brouwer, ISBN 9788433027238).
- Linda Chapman i Lee Weatherly: Zingiretako gaizkinak (2014, Desclée de Brouwer, ISBN 9788433027245).